# Жи Яатай
Жи Яатай (кит. 吉雅泰, монг. ᠵᠠᠶᠠᠭᠠᠲᠠᠢ;Заяатай; октябрь 1901 года ― 12 марта 1968 года) ― китайский дипломат. Первый посол Китайской Народной Республики в Монголии (1950–1953 гг.).  
Жи Яатай окончил среднюю школу в Пекине. В 1924 вступил в Китайский социалистический союз молодёжи. В следующем году вступил в Коммунистическую партию Китая и вскоре был назначен секретарём Рабочего комитета Специальной зоны КПК. В 1929 году уехал в СССР учиться в Коммунистическом университете трудящихся Востока. Вернувшись во Внутреннюю Монголию в 1934 году, он снова приступил к партийной работе и занимался аграрными вопросами. В 1938 году он отправился в Монгольскую Народную Республику, где стал главным редактором газеты «Путь рабочих» и директором Клуба китайских рабочих. Переехав в Китай в 1946 году, он занял должность заместителя спикера Временного сената Автономного правительства Внутренней Монголии, первого секретаря Рабочего комитета Лиги ХПК КПК, первого секретаря Рабочего комитета КПК Лиги Сикао и министра пропаганды Отделения по делам Внутренней Монголии в КПК.
После провозглашения Китайской Народной Республики Жи Яатай был назначен послом Китая в Монголии. Вернувшись в Китай в 1954 году, он занял пост заместителя председателя Автономного района Внутренняя Монголия. В годы культурной революции был подвергнут репрессиям. Умер в Хух-Хото 12 марта 1968 года.